# Tamás Deák (skladatel)
Tamás Deák (27. dubna 1928 Székesfehérvár – 12. února 2024 Budapešť) byl maďarský hudební skladatel, dirigent, trumpetista a hudební pedagog.

## Kariéra
Je autorem přibližně padesáti tanečních písní, třiceti symfonických skladeb lehké hudby, dvaceti jazzových skladeb, hudby ke kresleným filmům a baletní hudby. Složil hudbu k animovaným seriálům Rodina Smolíkova a Kérem a következőt!, k animovanému filmu Macskafogó, vytvořil sólo k písni „Lusta Dick“ a úryvek z jeho kompozice Vizisi (Vodní lyže) byl také použit pro titulní píseň sovětského animovaného seriálu Jen počkej, zajíci!. Je také autorem taneční písně „Egyedül a tóparton“ (která začíná veršem „Reszket a hold a tó vizén…“, 1958).
Od roku 1969 působil jako učitel jazzové hudby na Střední hudební škole Bély Bartóka a jako předák Deák Big Bandu.

## Filmová a televizní hudba
- Színészek a porondon (1963)
- Gusztáv (1965–1979)
- Öt perc gyilkosság (1966)
- Veszedelmes labdacsok (1967)
- Ellopták a vitaminomat (1967)
- Uhuka, a kis bagoly (1969)
- Jen počkej, zajíci! (1969–2017)
- Modern edzésmódszerek (1970)
- A yeti dala (1970)
- Odkaz budoucnosti aneb Podivuhodná dobrodružství rodiny Smolíkovy (1970–1973)
- Podivuhodná dobrodružství Vladimíra Smolíka (1972)
- Zenés TV Színház (1974, 1990)
- Ki vágta fejbe Hudák elvtársat? (1974)
- Karácsonyi meglepetés (1975)
- Kérem a következőt! (1975–1986)
- Animália – Állatságok (1977)
- Podivuhodné prázdniny rodiny Smolíkovy (1980)
- Az elítélt (1982)
- Hófehér (1984)
- Macskafogó (1986)
- Gréti…! (egy kutya feljegyzései) (1987)
- Trombi és a Tűzmanó (1987–1990)
- Volt egyszer egy fesztivál… (1991)
- Sose halunk meg (1993)
- Csinibaba (1997)

## Ocenění
- 2007 – Cena za celoživotní dílo v oblasti lehké hudby[5]